# Джиджа, Редон
Редон Джиджа (алб. Redon Xhixha; род. 14 июля 1998, Лач, Лежа) — албанский футболист, нападающий ФК «Карабах».

## Карьера
Родился 14 июля 1998 года в г. Лячи.
7 июня 2019 года дебютировал за сборную Албании до 21 года.
26 октября 2022 года дебютировал за сборную Албании.
Выступал за «Лачи». С командой выиграл Суперкубок Албании и чемпионат Албании.
Из «Лачи» перешёл в «Тирана». Являлся одним из лидеров команды, забив 32 гола и сделав 7 передач в 55 матчах.
В чемпионате Албании 2021/2022 занял третье место среди лучших бомбардиров.
Признан лучшим футболистом Албании 2022 года.
24 января 2023 года подписал контракт с ФК «Карабах». Сумма трансфера составила 500 000 евро. Контракт действует до 30 июня 2026 года.

## Достижения
В составе «Лачи»:
- Чемпион Албании
- Обладатель Суперкубка Албании

В составе «Тираны»:
- Чемпион Албании
- Обладатель Суперкубка Албании

В составе «Карабаха»:
- Чемпион Азербайджана 2022/2023[9][10][11], 2023/2024[12][13]
- Обладатель Кубка Азербайджана 2023/2024[14][15]